# Neuroleon crosi
Neuroleon crosi är en insektsart som först beskrevs av Navás 1922.  Neuroleon crosi ingår i släktet Neuroleon och familjen myrlejonsländor. Inga underarter finns listade i Catalogue of Life.